# 1964年義大利總統選舉
1964年義大利總統選舉於1964年12月16日至28日舉行，時任總統安東尼奧·塞尼因健康問題請辭。只有國會議員和地區代表有權投票，這些選舉聯席會議代表大多數是於1963年大選中當選的。作為義大利共和國的國家元首，義大利總統具有代表國家統一的作用，並保證義大利政治在議會制度的框架內符合義大利憲法。
在經過21輪投票後，義大利民主社會黨領袖、制憲會議前主席朱塞佩·薩拉蓋特最終當選第5任義大利總統。